# Walter Lapresti
Walter René Lapresti Gutiérrez (La Ceiba, Atlántida, 28 de agosto de 1991) es un futbolista hondureño. Juega como mediocampista y su equipo actual es el Club Deportivo Vida de la Liga Nacional de Honduras.

## Clubes
| Club           | País     | Año             |
| -------------- | -------- | --------------- |
| Vida           | Honduras | 2011 - 2015     |
| Deportes Savio | Honduras | 2015            |
| Vida           | Honduras | 2016 - Presente |